# Тихиня, Валерий Гурьевич
Вале́рий Гу́рьевич Тихи́ня (бел. Вале́рый Гу́р’евіч Ціхі́ня; род. 1 октября 1940, Копаткевичи, Петриковский район, Гомельская область, Белорусская ССР, СССР) — советский и белорусский государственный и политический деятель, учёный-правовед. Член-корреспондент Национальной академии наук Республики Беларусь (1994), доктор юридических наук (1985), профессор (1987). Заслуженный юрист Белорусской ССР (1990).

## Биография

### Ранние годы
Родился 1 октября 1940 года в городском поселке Копаткевичи, Гомельская область. Его отец — Гурий Петрович — участник Великой Отечественной войны. С самых первых дней войны Гурий был «на передовой». В составе Третьего Белорусского фронта освобождал от немецко-фашистских захватчиков различные населенные пункты страны. Прошёл до Берлина, где оставил свою подпись на здании Рейхстага. За заслуги во время войны отец будущего ученого был награждён орденом Красной Звезды и двумя орденами Отечественной войны. Был демобилизован в звании старшего лейтенанта. Мама — Юлия Андреевна в это время смотрела за детьми. Она выполняла обязанности медсестры — до начала войны она окончила курсы медицинских сестер. По окончании войны была награждена медалью «За победу над Германией в Великой Отечественной войне 1941—1945 гг.». У пары было трое детей: Валерий, Леонид и Анатолий. В одной из своих книг Валерий в красках рассказывает о том, как несколько раз был на волоске от смерти. В мае 1944 года мама с детьми оказались в партизанском отряде Михайловского. По распоряжению командира отряда им выделили землянку. Сам Валерий Гурьевич характеризует этот период как «райский».
Уже после окончания войны, в мае 1945 года, у маленького Валеры обнаружили туберкулез в тяжёлой форме. С 1946 по 1950 он находился на стационарном лечении в детском противотуберкулезном санатории в Евпатории. Прогнозы врачей не были оптимистичными. Однако им удалось сохранить жизнь будущему политику.

### Юность
Ещё с детства Валерий активно интересовался юриспруденцией. Он любил посещать судебные процессы по гражданским и уголовным делам. Уже в 15 лет он начал свою трудовую деятельность. В столь юном возрасте он был делопроизводителем канцелярии народного суда Василевичского района. Ему успешно удавалось совмещать учёбу с работой. В 1958 году он окончил среднюю школу с серебряной медалью. После её окончания он поступил на юридический факультет Белорусского государственного университета имени Ленина по специальности «правоведение». На первом курсе Тихиню выбрали старостой студенческого научного кружка по государственному праву.

### Взрослая жизнь
Получив высшее образование, в 1963 году, был направлен на работу в должности эксперта-криминалиста Минского научно-исследовательского института судебных экспертиз Белорусской ССР. Во время работы в институте начал писать кандидатскую диссертацию. Там он проработал до 1965 года, после чего стал заведовать лабораторией Белорусского государственного университета. С 1966 года начал свою трудовую деятельность в органах прокуратуры. Был помощником прокурора Ленинского района города Минска, помощником прокурора города Минска, прокурором Ленинского района города Минска.
В 1974 году успешно защитил диссертацию на соискание ученой степени кандидата юридических наук на тему «Применение криминалистической тактики при исследовании вещественных доказательств по гражданским делам». После этого его пригласили на работу в Белорусский государственный университет. Трудился в качестве старшего преподавателя, доцента, профессора кафедры гражданского процесса и трудового права юридического факультета. В апреле 1982 года был избран деканом юридического факультета БГУ. На юридическом факультете проработал до октября 1986, после чего был назначен проректором по учебной работе.
В мае 1985 года успешно защитил докторскую диссертацию на тему «Теоретические проблемы применения данных криминалистики в гражданском судопроизводстве».
С 1991 по 1993 заведовал кафедрой Академии управления при Совете Министров Республики Беларусь. С 1993 по 1994 — заместитель председателя Высшей аттестационной комиссии при Совете Министров Республики Беларусь. В декабре 1996 был избран президентом Белорусского фонда правового сотрудничества. В 1999 году начал свою работу в Белорусском государственном экономическом университете в качестве заведующего кафедрой гражданского права. В экономическом университете проработал до 2002 года, после чего был назначен заведующим кафедрой Минского института управления. С 2010 по 2019 — заведующий кафедрой правовых и гуманитарных дисциплин Частного института управления и предпринимательства.

## Политическая деятельность
В октября 1989 года по предложению тогдашнего заместителя председателя Совета Министров Белорусской ССР Вячеслава Кебича был назначен министром юстиции Белорусской ССР. В 1990 году был избран секретарем ЦК КПБ.

### Депутат
В марте 1991 года Валерий Тихиня был избран депутатом Верховного Совета Белорусской ССР 12 созыва по Светлогорскому избирательному округу.
Депутат Тихиня внёс значительный вклад в разработку проекта ныне действующей Конституции Беларуси. В декабре 1991 года Верховному Совету предстояло ратифицировать Беловежские соглашения. После того как Верховная Рада Украины ратифицировала это соглашение, Леонид Кравчук позвонил председателю Верховного Совета Станиславу Шушкевичу, и тот поставил на голосование вопрос о ратификации соглашения в белорусском парламенте. «За» проголосовало 263 депутата, «воздержались» 2 депутата. Против проголосовал лишь один депутат. Доподлинно не известно кто это был, поскольку голосование было тайным. На этот голос претендуют действующий глава государства Александр Лукашенко и Валерий Тихиня. Этот вопрос вызывает много споров. На том заседании Тихиня, в отличие от Лукашенко, открыто высказал свою, отличную от других, точку зрения. Некоторые СМИ утверждают, что депутата Лукашенко на том заседании и вовсе не было.

### Конституционный суд
В 1994 году был назначен заместителем, а затем, в 1995 году — председателем Конституционного суда Республики Беларусь. В книге «Лукашенко. Политическая биография» упоминается тот факт, что Тихиня сказал Лукашенко о том, что первый не допустит импичмента. После того как оппозиционно настроенные депутаты собрали подписи за импичмент главы государства министр внутренних дел Юрий Захаренко отнёс их Валерию Гурьевичу. Депутаты договорились, что их голоса за импичмент не будут придаваться огласке до начала судебного заседания. Однако после разговора с Захаренко Тихиня пошёл в Администрацию президента Республики Беларусь. Вернувшись от президента, он попросил судей отложить рассмотрение данного дела. Однако судьи отказались, после чего была назначено совещание. Вопреки соглашению между депутатами на столе у судей оказались их подписи.
В ночь с 21 на 22 ноября 1996 года Семен Шарецкий, Валерий Тихиня, Александр Лукашенко в присутствии высших должностных лиц России и депутатов Верховного Совета подписали Соглашение «Об общественно-политической ситуации и о конституционной реформе в Республике Беларусь». В соответствии с этим Соглашением Лукашенко брал на себя обязательство отменить свои указы от 05.11.1996 г. и от 07.11.1996 г., признавая, что результаты референдума по вопросам изменения и дополнения Конституции Республики Беларусь 1994 года будут носить рекомендательный характер. В свою очередь Верховный Совет в лице председателя Семена Шарецкого должен был обеспечить отзыв из Конституционного Суда предложения депутатов об импичменте президенту. Однако позже Лукашенко восстановил действие своих Указов. Тогда Тихиня сказал, что не следует голосовать на референдуме «за».

## Научная деятельность
Автор более 500 научных трудов, в том числе 29 монографий, 3 юридических справочников,4 научно-практических комментариев по праву. Под его научным руководством подготовлены 31 кандидат и 2 доктора юридических наук. Провел свыше 20 научных исследований по различным вопросам.

### Основные труды
- Тихиня В. Г. Применение криминалистической тактики в гражданском процессе. — Минск: БГУ, 1976. — С. 160.
- Тихиня В. Г. Теоретические проблемы применения данных криминалистики в гражданском судопроизводстве. — Минск: Высшая школа, 1984. — С. 384.
- Белова Т. А., Брежнева Ж.Д., Колядко И.Н., Лутченко Ю.И., Мартинович И.И., Тихиня В.Г., Тихонович В.В., Юркевич Н.Г., Яковлева Г.В., Ярош Е.В. Научно-практический комментарий к Гражданскому процессуальному кодексу Белорусской ССР / под. ред Юркевича Н. Г., Тихини В. Г.. — Минск: Беларусь, 1989. — С. 541.
- Тихиня. В. Г. Гражданское процессуальное право Республики Беларусь. Особенная часть. — Минск: Молодеж. науч. о-во, 2002.
- Тихиня В.Г. Международное частное право. — Минск: Книжный дом, 2007.
- Тихиня В. Г. (в соавт.). Правовые основы научной деятельности в Республике Беларусь. — Минск: Право и экономика, 2008.
- Тихиня В. Г. Избранные научные труды по праву. — Минск: Право и экономика, 2009.
- Тихиня В. Г. (в соавт.). Научно-практический комментарий к Кодексу Республики Беларусь о браке и семье. — Минск: ГИУСТ БГУ, 2010.
- Тихиня В. Г. Избранные труды. — Минск: ЮрСпектр, 2020. — 620 с. — ISBN 978-985-90478-7-9.[18]

## Награды и звания
- Заслуженный юрист Белорусской ССР (1990);
- Орден Трудового Красного Знамени (1986)[8][19].
- Занесён в Книгу почёта Министерства юстиции Республики Беларусь.
- По решению Международного биографического центра включён в сборник наиболее известных ученых мира «Живые легенды»[20].
- Признан победителем республиканского конкурса на приз юриста Владимира Спасовича[3][21].